# I. e. 36
Évszázadok: i. e. 2. század – i. e. 1. század – 1. század
Évtizedek: i. e. 80-as évek – i. e. 70-es évek – i. e. 60-as évek – i. e. 50-es évek – i. e. 40-es évek – i. e. 30-as évek – i. e. 20-as évek – i. e. 10-es évek – i. e. 1-es évek – 1-es évek – 10-es évek
Évek: i. e. 41 – i. e. 40 – i. e. 39 – i. e. 38 –  i. e. 37 – i. e. 36 – i. e. 35 – i. e. 34 – i. e. 33 – i. e. 32 – i. e. 31

## Események

### Róma
- Marcus Cocceius Nervát és Lucius Gellius Publicolát választják consulnak.
- Marcus Antonius hadvezére, Publius Canidius Crassus Örményországon át megtámadja a kaukázusi Ibériát és kényszeríti királyát, II. Pharnabazoszt, hogy együtt hódoltassák meg a szomszédos Albania királyságát.
- A szenátus sérthetetlennek (sacrosanctus, minden ellen irányuló támadás szentségtörésnek minősül) nyilvánítja Octavianust és családját.
- Marcus Antonius lemondatja és kivégezteti Kappadókia királyát, X. Ariarathészt, helyére pedig szeretőjének fiát, Arkhelaoszt ülteti.
- Márciusban Antonius 16 légióval és a klienskirályságok erőivel (összesen 113 ezer katonával) elkezdi pártus hadjáratát. Feleségül veszi VII. Kleopátrát (bár még mindig házasságban él Octaviával), hogy legitimizálja gyerekeiket. Kleopátra egészen az Eufráteszig elkíséri, majd visszatér Jeruzsálembe.
- Antonius II. Artavazdész örmény király tanácsára a pártusokkal szövetséges Atropaténét támadja először. Augusztusban egy nagy pártus lovascsapat megsemmisíti a lemaradó, utánpótlást és az ostromgépeket szállító karavánját, valamint megölik 10 ezer katonáját (két légiót). A karavánt kísérő örmény király harc nélkül elmenekül és Antonius őt hibáztatja a vereségért.
- Antonius ostrom alá veszi Atropaténé fővárosát, Phraaszpát. A pártus lovasok folyamatosan zaklatják csapatait. Októberre Antonius belátja kudarcát és visszatér Syriába, majd Egyiptomba. A balsikerű hadjáraton 32 ezer embert veszít.
- Júliusban Octavianus és Lepidus közös hadjáratot indít a Szicíliát megszálló Sextus Pompeius ellen. Octavianus flottáját az indulás után szétszórja egy vihar, ami egy hónappal késlelteti a hadműveleteket. Lepidus megostromolja és elfoglalja Lilybaeumot.
- Octavianus tengernagya, Marcus Vipsanius Agrippa két kisebb összecsapás után szeptember 3-án a naulochusi csatában döntő vereséget már Pompeius flottájára. Pompeius maradék erőivel keletre, Leszbosz szigetére menekül.
- Lepidus magának követeli Szicíliát, de amikor háborúval fenyegetőzik, légiói átállnak Octavianushoz. Lepidus kénytelen megadni magát. Pontifex maximusi címét megtarthatja és luxuskörülmények között élhet villájában, de minden politikai hatalomtól megfosztják. Africa és Hispánia Octavianus uralma alá kerül.
- Heródes júdeai király anyósa nyomására kénytelen lemondatni Ananélosz jeruzsálemi főpapot és helyére sógorát, III. Arisztobuloszt kinevezni. A királyi házból származó Arisztobulosz igen népszerű, ezért Heródes – nehogy vetélytársa lehessen – vízbe fojtatja.

### Kína
- A kínai Csen Tang tábornok a császár engedélye nélkül megtámadja az egyre inkább megerősödő északi hsziungnukat, akik korábban nyugatra, Közép-Ázsiába menekültek a kínaiak elől. A Balkas-tótól nyugatra elfoglalják a hsziungnuk fővárosát, és megölik királyukat, Csicsit.

## Születések
- január 31. – Antonia Minor, Marcus Antonius és Octavia lánya.
- Ptolemaiosz Philadelphosz, Antonius és Kleopátra fia
- Vipsania Agrippina, Marcus Vipsanius Agrippa lánya, Tiberius első felesége.

## Halálozások
- X. Ariarathész, kappadókiai király
- III. Arisztobulosz, jeruzsálemi főpap
- Csicsi, hsziungnu sanjü (király)

## Fordítás
- Ez a szócikk részben vagy egészben  a(z)   36 av. J.-C. című francia Wikipédia-szócikk ezen változatának fordításán alapul.  Az eredeti cikk szerkesztőit annak laptörténete sorolja fel. Ez a jelzés csupán a megfogalmazás eredetét és a szerzői jogokat jelzi, nem szolgál a cikkben szereplő információk forrásmegjelöléseként.